# Жарковски
Жарковски (рус. Жарковский) насељено је место са административним статусом варошице (рус. посёлок городского типа) на северозападу европског дела Руске Федерације. Налази се у југозападном делу Тверске области и административно припада Жарковском рејону чији је уједно и административни центар.
Према проценама националне статистичке службе, у вароши је 2014. живело 3.663 становника.

## Географија
Насеље се налази на крајњем југозападу Тверске области, на обалама реке Меже, леве притоке реке Западне Двине. Лежи на око 324 километра југозападно од административног центра области града Твера.

## Историја
Насеље је основано током 1920их година на местима некадашњих заселака Жарки, Борки и Волнушки, а његов настанак у вези је са појачаном експлоатацијом шуме у том подручју. До интензивнијег развоја насеља долази током наредне декаде када је отворена железничка станица, чиме је само насеље саобраћајно повезано са оближњим центрима.
Садашњи административни статус варошице носи од 1950. године.

## Демографија
Према подацима са пописа становништва 2010. у вароши је живело 4.461 становника, док су према проценама за 2014. ту живела 3.663 становника.
| 1939. | 1959. | 1970. | 1979. | 1989. | 2002. | 2010. | 2014.  |
| ----- | ----- | ----- | ----- | ----- | ----- | ----- | ------ |
| ---   | ---   | ---   | ---   | ---   | ---   | 4,461 | 3,663* |

Напомена: * према проценама националне статистичке службе.